# ロマ・イラマ
ロマ・イラマ（インドネシア語: Rhoma Irama、1946年12月11日 - ）は、インドネシアのダンドゥット歌手。西ジャワ州タシクマラヤで生まれた。

## 人物
厳格な軍人だった父親と、教育熱心だった母親のもとに生まれた。子供の頃にジャカルタに移り、ここで音楽に興味を持つようになった。
学生の頃からバンドを始め、1963年にはゲイハンドという自身のグループを結成した。1969年にはオルケス・ムラーユ・チャンドラ・レイカで初録音。1970年から一年間はオルケス・ムラーユ・プルナマに在籍、ここでは20曲ほどの自作曲を録音する。
1971年には自身の楽団であるオルケス・ムラーユ・ソネタを旗揚げした。以後、数々の活躍で当時の新しいインドネシアの音楽「ダンドゥット」の王様と呼ばれる地位に上り詰めることとなる。

## ディスコグラフィー

### アルバム
- Raja Dan Ratu - ラジャ・ダン・ラトゥ (1975) - エルフィ・スカエシとの競演盤
- Oma Irama Penasaran (1976)
- Pemilu (1982)
- Lebaran (1984)
- Persaingan (1986)
- Haji (1988)
- Modern (1989)
- Haram (1990)
- Salawat Nabi (1991)
- Kehilangan Tongkat (1993)
- Rana Duka (1994)
- Stress (1995)
- Baca (1995)
- Viva Dangdut 1996
- Mirasantika (1997)
- Gulali (1998)
- Euforia (2000)
- Syahdu (2001)
- Asmara (2003)
- Jana Jana (2008)
- Azza (2010)

### V.A.
- The Rough Guide to the Music of Indonesia (2000)